# Cerkiew Narodzenia Najświętszej Maryi Panny w Pasłęku
Cerkiew Narodzenia Najświętszej Maryi Panny w Pasłęku – pasłęcka cerkiew greckokatolicka, dawny neogotycki kościół Świętego Józefa z 1855 roku, rozbudowany w latach 1909–1910. 
Budowniczym kościoła był Gustaw George. Po 1945 użytkowany był jako kaplica cmentarna. Od 1959 odprawiano w kościele nabożeństwa greckokatolickie. Od 1992 jest własnością unitów. Od 1995 w cerkwi mieści się ikonostas. Świątynia mieści się przy ulicy księdza Bazylego Hrynyka.